# 友谊勋章 (哈萨克斯坦)
友谊勋章（羅馬化：Dostyq odreni）是哈萨克斯坦的国家勋章奖励，于1995年建立。

## 历史
友谊勋章是通过1995年12月12日第2676号“关于哈萨克斯坦共和国国家奖励”的法律设立。1999年7月26日第462-1号将其分为两个等级，并重新规定了样式。

## 样式
绶带为红色，中央有两条窄黄色条纹，边缘为绿色和蓝色。现分为一、二两个级别。一级高于二级。一级获授者会获得星章和肩部绶带。

## 图集

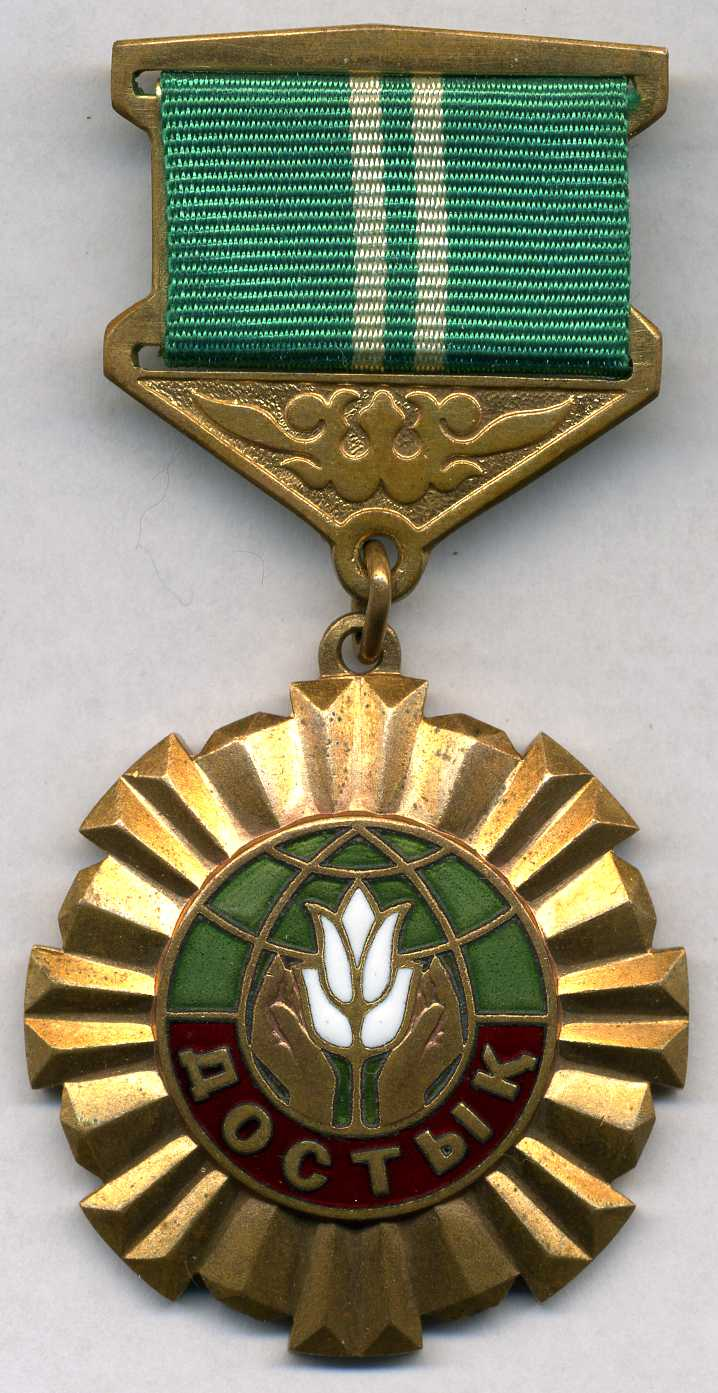
早期版本的一级
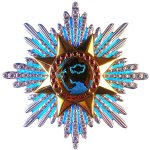
一级星章
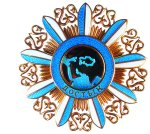
一级徽章
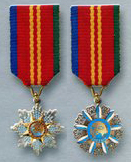
左为一级星章；右为二级
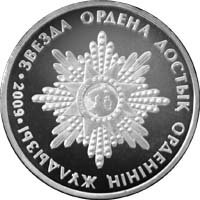
面额为50坚戈的纪念币（2009年发行）

## 获授者

### 华人得主
| 姓名   | 职业                             | 获授日期       | 获授地点         | 等级 | 参考  |
| ------ | -------------------------------- | -------------- | ---------------- | ---- | ----- |
| 张德广 | 外交官                           | 2001年         | ？               | 一级 | [ 2 ] |
| 姚培生 | 外交官                           | 2003年8月21日  | 哈萨克斯坦       | 二级 | [ 3 ] |
| 孙波   | 中石油副总裁                     | 2011年         |                  | 二级 | [ 4 ] |
| 卫玉祥 | 中国石油哈萨克斯坦公司PK项目总裁 | 2012年12月15日 | 哈萨克斯坦       | 二级 | [ 5 ] |
| 孙阳   | 中信集团哈萨克斯坦公司总经理     | 2014年12月15日 | 哈萨克斯坦       | ？   | [ 6 ] |
| 王俊仁 | 中国石油阿克纠宾项目总经理       | 2016年12月15日 | 哈萨克斯坦       | 二级 | [ 7 ] |
| 王宜林 | 中国石油集团董事长               | 2018年6月8日   | 北京钓鱼台国宾馆 | 二级 | [ 8 ] |